# La Rambla (metropolitana di Madrid)
La Rambla è una stazione della linea 7 della metropolitana di Madrid.
Si trova sotto all'incrocio tra Calle Honduras e Calle Méjico nel comune di Coslada.

## Storia
La stazione è stata inaugurata il 5 maggio 2007 insieme al tratto del MestroEste.

## Accessi
Vestibolo La Rambla
- Honduras Calle Honduras, (angolo con Calle Méjico)
- Ascensor (Ascensore) Calle Honduras, (angolo con Calle México)